# Керкопи
Керкопи (грец. Kerkopes) — двоє братів-потвор, карлики, що жили біля Ефесу, грабували і вбивали подорожніх.
Геракл упіймав їх, зв'язав і приніс до лідійської цариці Омфали. Згідно з іншою версією міфа, Керкопи — люди, яких Зевс за облудність перетворив на мавп.